# Geckomima lesueuri
Geckomima lesueuri är en insektsart som först beskrevs av Rehn, J.A.G. 1952.  Geckomima lesueuri ingår i släktet Geckomima och familjen Morabidae. Inga underarter finns listade i Catalogue of Life.